# Хориэлк
Хориэлк (Хори-элк) — река в России, протекает в Ботлихском районе Дагестана и Веденском и Ножай-Юртовском районах Чеченской Республики.

## Гидрография
Начинается на склоне горы Бенойлам хребта Зани. Течёт на северо-запад, через буковый лес, затем через село Беной-Ведено. Устье реки находится в 127 км по левому берегу реки Аксай (Бенойясси) на высоте 631 метр над уровнем моря.
Длина реки составляет 11 км. Площадь водосборного бассейна — 24,5 км².

## Данные водного реестра
По данным государственного водного реестра России относится к Западно-Каспийскому бассейновому округу, водохозяйственный участок реки — Сулак от Чиркейского гидроузла и до устья. Речной бассейн реки — Терек.
Код объекта в государственном водном реестре — 07030000212109300000123.